# Porfirio Martínez Peñaloza

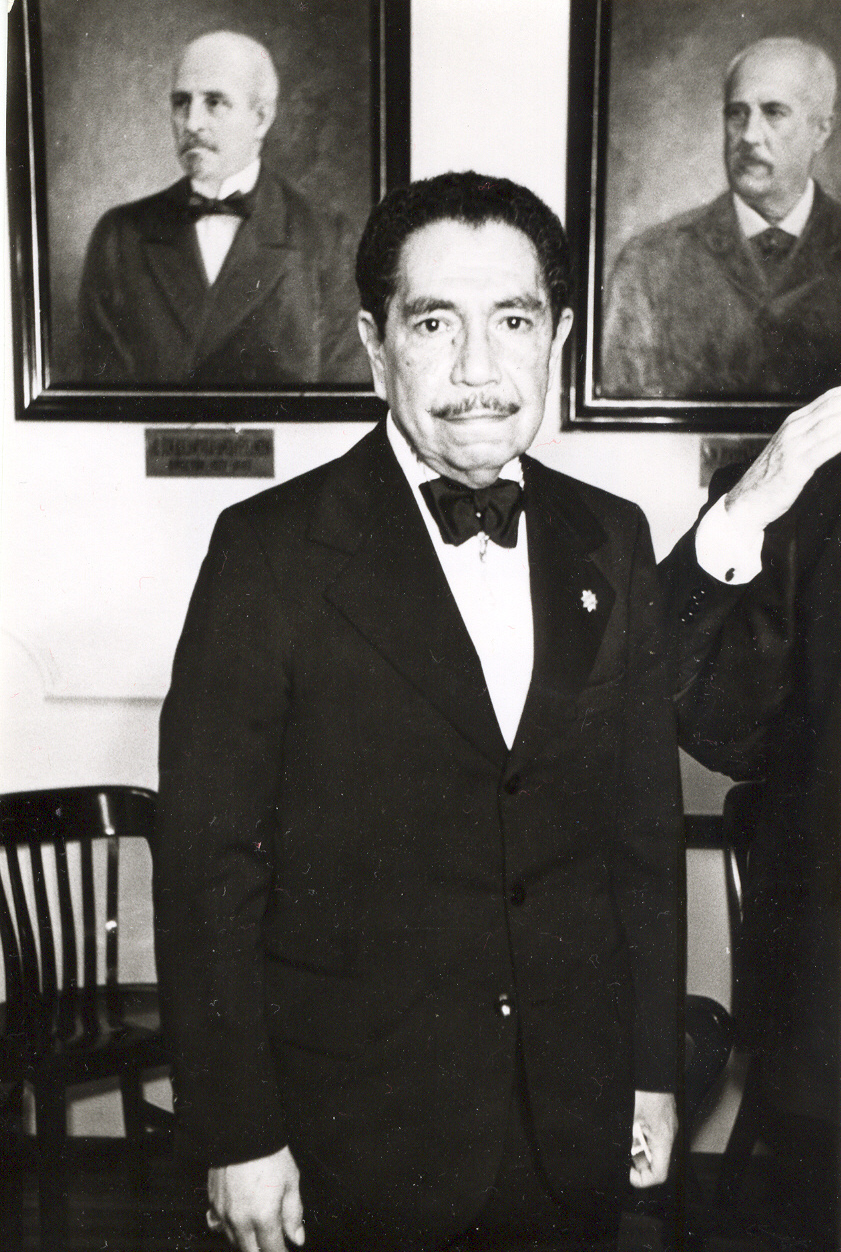

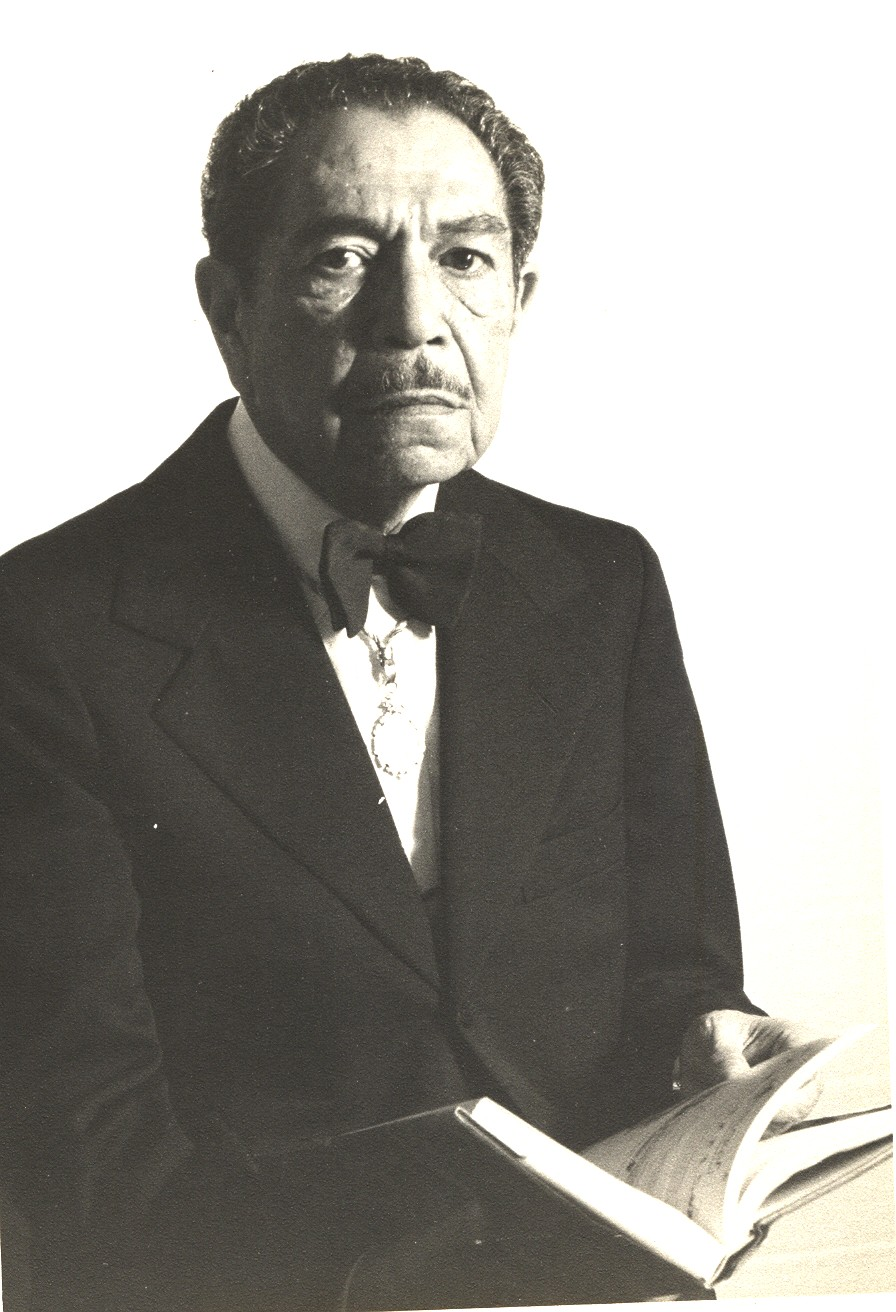

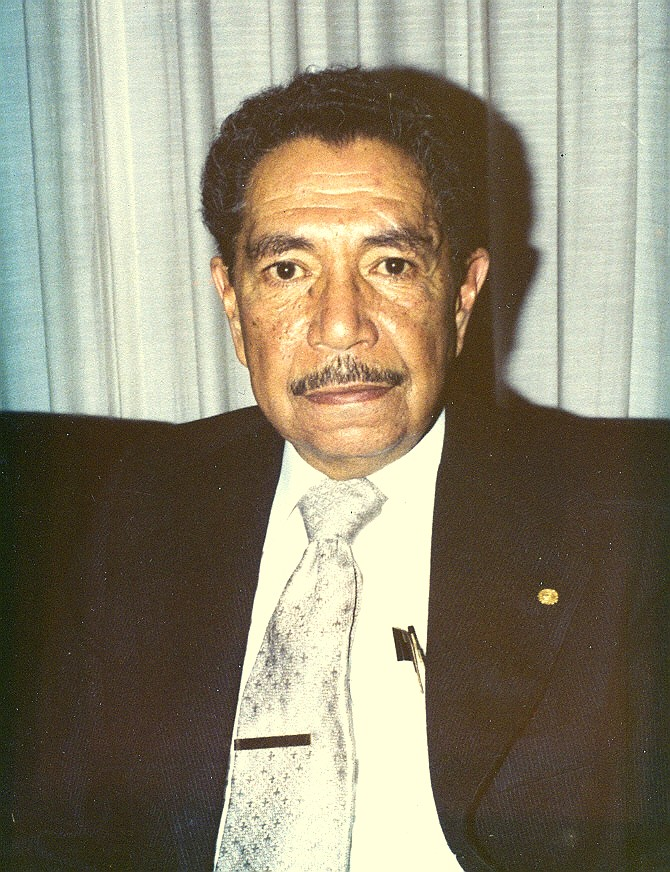

Porfirio Martínez Peñaloza (Morelia, Michoacán, 24 de mayo de 1916 - Ciudad de México, 26 de agosto de 1992) fue un periodista, poeta, escritor, traductor y académico mexicano. Se especializó en las artesanías y culturas populares de México, de las cuales, fue un persistente promotor nacional e internacional.

## Semblanza biográfica
Realizó sus primeros estudios en su ciudad natal. Se trasladó a la Ciudad de México en donde estudió en la Facultad de Medicina y en la Facultad de Filosofía y Letras de la Universidad Nacional Autónoma de México (UNAM). 
Impartió clases en el Instituto Tecnológico y de Estudios Superiores de Monterrey (ITESM), fue investigador del Centro de Estudios Literarios de la UNAM, y auxiliar en el Departamento de Literatura del Instituto Nacional de Bellas Artes (INBA).  En 1961, fue subjefe del Departamento de Artesanías del Banco Nacional de Fomento Cooperativo, a partir de entonces se interesó en estudiar y difundir el arte popular mexicano. Fue miembro del Consejo Consultivo de México ante la Unesco, participó en la Reunión de Expertos Gubernamentales para la Salvaguarda del Folclore celebrada en París.
Como periodista colaboró para las secciones culturales de los periódicos Novedades, El Nacional, El Sol de México, Excélsior y Noticias Gráficas. Colaboró, además, para diversas revistas, gacetas y boletínes. Fue cofundador de la revista Vieñetas de Literatura Michoacana y de la revista Trivium.  Utilizó los seudónimos de Dr. Theofrastro Amiba, Gabriel de López, y Pepito Grillo.
Fue elegido miembro de número de la Academia Mexicana de la Lengua el 29 de agosto de 1975, tomó posesión de la silla XXV el 27 de agosto de 1976 con el discurso "Parnasos, liras y trovadores. Un acercamiento". En 1989, el gobierno de la ciudad de Morelia le otorgó la Medalla "Generalísimo Morelos". Murió en la Ciudad de México el 26 de agosto de 1992.
Se casó con Doña María Luisa Álvarez Vélez en 1948, con quién procreó dos hijos, Luis Porfirio Martínez A.y Guadualupe Concepción Martínez A. Gracias al amor y a la entrega de su esposa, Doña María Luisa, es que el maestro Martínez Peñaloza pudo tener una vida completamente dedicada y fructífera en sus actividades intelectuales.

## Obras publicadas
- Dos motivos de navidad, 1941.
- La nacionalidad mexicana, 1943.
- Tres relatos de amor, 1949.
- Algunos epígonos del modernismo y otras notas, 1966.
- Los cinco poetas de "La espiga amotinada", 1966.
- La poesía de Alberto Herrera, 1966.
- Una carátula y una amiga, 1967.
- Arte popular y artesanías artísticas en México. Un acercamiento, 1972.
- "La Revista Moderna", en Las revistas literarias de México, en 1975.
- Popular Art of Mexico. The Creativity of the Mexican People throughout the Time, traducción por Margaret Fischer de Nicolín, 1979.
- Arte popular de México. La creatividad artística del pueblo mexicano a través de los tiempos, 1981.
- La artesanía en Sinaloa, 1980.
- Tres notas sobre el arte popular en México, 1980.
- "Artesanías y arte folk en el siglo XIX", en tomo XII de la enciclopedia Historia del arte mexicano, 1982.
- "Artes populares y artesanías. Siglo XX", en tomo XV de la enciclopedia Historia del arte mexicano, 1982.
- Artesanía mexicana, 1982.
- Permanencia, cambio y extinción de la artesanía en México, 1982.
- Sagrado y profano en la danza tradicional de México, 1986.
- "Artesanías indígenas actuales" en México, genio que perdura de Antonio Vizcaíno, 1988.
- "Ideas estéticas y lingüísticas de Ignacio Ramírez "el Nigromante", en Páginas sobre Ignacio Ramírez, en 1989.

### Traducciones
- Técnica del control ejecutivo, de Ervin Haskell Schell.
- Tzintzuntzan. Los campesinos mexicanos en el mundo en cambio, de George McClelland Foster.
- ¿El fin del pueblo judío?, de Georges Friedman.